# Галаксієві
Галаксієві (Galaxiidae) — родина костистих риб ряду Корюшкоподібні (Osmeriformes).

## Поширення
Поширені в прибережних районах і прісноводних морях південної півкулі — Південної Австралії, Тасманії та Нової Зеландії, Південної Америки та Південної Африки. Галаксія звичайна, ймовірно, найпоширеніша з прісноводних риб у природі.

## Класифікація

### Роди
Відомо 7 родів:
- Aplochiton (2 види)
- Brachygalaxias (2 види)
- Galaxias (34 види)
- Galaxiella (3 види)
- Lovettia (1 вид)
- Neochanna (6 видів)
- Paragalaxias (4 види)

### Види

#### Австралія
- Galaxias maculatus
- Galaxias truttaceus

Південно-Східна Австралія
- Galaxias brevipinnis
- Galaxias olidus
- Galaxias rostratus
- Galaxias fuscus
- Galaxiella pusilla
- Neochanna cleaveri

Західна Австралія
- Galaxias occidentalis
- Galaxiella munda
- Galaxiella nigrostriata

Тасманія
На Тасманії мешкає 15 видів:
- Galaxias brevipinnis
- Galaxias maculatus
- Galaxias truttaceus
- Galaxias tanycephalus
- Galaxias pedderensis
- Galaxias fontanus
- Galaxias parvus
- Galaxias auratus
- Galaxiella pusilla
- Galaxias johnstoni
- Neochanna cleaveri
- Paragalaxias julianus
- Paragalaxias eleotroides
- Paragalaxias mesotes
- Paragalaxias dissimilis

#### Нова Зеландія
Двадцять два види галаксієвих було виявлено в Новій Зеландії. Більшість із них живуть у прісній воді все своє життя, однак личинки п'яти видів роду Galaxias розвиваються в океані, де вони становлять частину планктону. Повертаються в річки та струмки як неповнолітні (мальки), в яких розвиваються і залишаються як дорослі. Всі види галаксій, що мешкають у Новій Зеландії, є ендемічними, за винятком Galaxias brevipinnis (koaro) і Galaxias maculatus (inanga).
- Galaxias anomalus
- Galaxias argenteus
- Galaxias brevipinnis
- Galaxias cobitinis
- Galaxias depressiceps
- Galaxias divergens
- Galaxias eldoni
- Galaxias fasciatus
- Galaxias gollumoides
- Galaxias gracilis
- Galaxias macronasus
- Galaxias maculatus
- Galaxias paucispondylus
- Galaxias postvectis
- Galaxias prognathus
- Galaxias pullus
- Galaxias vulgaris
- Neochanna apoda
- Neochanna burrowsius
- Neochanna diversus
- Neochanna heleios
- Neochanna rekohua

#### Південна Америка
- Galaxias maculatus (Чилі, Аргентина)
- Aplochiton marinus
- Aplochiton taeniatus (Чилі/ Аргентина)
- Brachygalaxias bullocki (Чилі)
- Brachygalaxias gothei (Чилі)

#### Південна Африка
- Galaxias zebratus